# Cualac
Cualac is een monotypisch geslacht van straalvinnige vissen uit de familie van de eierleggende tandkarpers (Cyprinodontidae).

## Soort
- Cualac tessellatus Miller, 1956